# Mesamphisopus abbreviatus
Mesamphisopus abbreviatus is een pissebed uit de familie Mesamphisopidae. De wetenschappelijke naam van de soort is voor het eerst geldig gepubliceerd in 1927 door Barnard.